# It's My Party (canção de Jessie J)
"It's My Party" é uma canção da cantora britânica Jessie J, gravada para o seu segundo álbum de estúdio Alive. Foi escrita pela própria com o auxílio de Claude Kelly, John Larderi e Colin Norman na composição e a produção ficou a cargo de Max Martin e Shellback. A música foi enviada para as rádios do Reino Unido a 5 de Agosto de 2013 e lançada a dez dias depois em formato digital na iTunes Store da Austrália e Nova Zelândia, através da Universal Republic e servindo como segundo single do disco.

## Faixas e formatos
| Descarga digital |                 |         |  |
| N.º              | Título          | Duração |  |
| 1.               | "It's My Party" | 3:38    |  |

| EP digital |                                                       |         |  |
| N.º        | Título                                                | Duração |  |
| 1.         | "It's My Party" (All About She UKG Mix) (com MC Neat) | 3:44    |  |
| 2.         | "It's My Party" (All About She Night Mix)             | 4:11    |  |
| 3.         | "It's My Party" (Westfunk & Steve Smart Club Mix)     | 4:51    |  |
| 4.         | "It's My Party" (Instrumental Edit)                   | 3:38    |  |

| CD single |                                 |         |  |
| N.º       | Título                          | Duração |  |
| 1.        | "It's My Party"                 | 3:38    |  |
| 2.        | "It's My Party" (vídeo musical) | 3:52    |  |

## Desempenho nas tabelas musicais

### Posições
| Tabela musical (2013)            | Melhor posição |
| -------------------------------- | -------------- |
| Austrália - ARIA Singles Chart   | 12             |
| Escócia - Scottish Singles Chart | 4              |
| Irlanda - IRMA                   | 12             |
| Reino Unido - UK Singles Chart   | 3              |

## Histórico de lançamento
| País          | Data                   | Formato          | Editora discográfica     |
| ------------- | ---------------------- | ---------------- | ------------------------ |
| Reino Unido   | 5 de Agosto de 2013    | Rádio mainstream | Lava, Universal Republic |
| Austrália     | 15 de Agosto de 2013   | Descarga digital | Universal Republic       |
| Nova Zelândia | 15 de Agosto de 2013   | Descarga digital | Universal Republic       |
| Alemanha      | 6 de Setembro de 2013  | CD single        | Universal Republic       |
| Irlanda       | 13 de Setembro de 2013 | Descarga digital | Universal Republic       |
| Reino Unido   | 15 de Setembro de 2013 | Descarga digital | Universal Republic       |